# Trachea interna
Trachea interna är en fjärilsart som beskrevs av Augustus Radcliffe Grote 1876. Trachea interna ingår i släktet Trachea och familjen nattflyn. Inga underarter finns listade i Catalogue of Life.